# Hockfigur des Sahathor
Die Hockfigur des Sahathor (Sohn der Hathor), ein Beispiel für einen Statuentyp, der für das Mittlere Reich charakteristisch ist, gehört zur ägyptischen Sammlung des Roemer- und Pelizaeus-Museum Hildesheim.  Sie wird auf die 12. Dynastie, ca. 2050 bis 1800 v. Chr. datiert. Dargestellt ist der „Vorsteher der Herstellungsbetriebe für das Gottesopfer“, ein beleibter Mann, mit untergeschlagenen Beinen hockend, die Hände im Gebetsgestus flach ausgestreckt auf den verdeckten Oberschenkeln liegend.

## Fundort
Der Fundort der Statue ist unbekannt. Sie wurde im ägyptischen Kunsthandel erworben und gehörte bereits vor 1907 zur Sammlung von Wilhelm Pelizaeus in Kairo. Seit 1909 befindet sie sich als Bestandteil einer Schenkung an seine Heimatstadt in Hildesheim.

## Beschreibung
Die Sitzfigur besteht aus dunklem Granodiorit, ist 33,8 cm hoch, 20,2 cm breit und 22,5 cm tief.
Während im Alten Reich rundplastische Bildnisse zumeist in der Dunkelheit der Grabkammern verborgen blieben, war es im Mittleren Reich privilegierten Angehörigen des Hofes und der Verwaltung vom König erlaubt, kleinformatige Darstellungen ihrer Person im Tempel aufzustellen. Bei der Sitzfigur des Sahathor handelt es sich vermutlich um eine solche Statue.
Der beleibte Mann sitzt aufrecht mit Wohlstandsfalten am Oberkörper und untergeschlagenen Beinen auf einer Basisplatte, deren Ecken abgerundet sind. Er trägt einen langen Schurz mit Überschlag, der die Beine umhüllt und der über der Taille verknotet ist. Die Schleife und die Kante des Überschlags des Schurzes sind sorgfältig dargestellt. Die Hände liegen ausgestreckt auf den Oberschenkeln in Gebetshaltung, verdeutlichen dadurch die Aufstellung der Figur in einem Heiligtum, die Garantie für eine immerwährende Teilnahme des Beamten am Opfer- und Kultgeschehen. Wie im Mittleren Reich üblich, wird die glatte Fläche der gespannten Stoffbahn als Schriftträger benutzt, ähnlich wie auf den Papyrusrollen der Schreiber des Alten Reiches. Auf dem Schoß steht ein Opfergebet an Osiris sowie Namen, Abstammung und Titel des Sahathor. Auf dem breiten Kopf trägt Sahathor eine ausladende Strähnenperücke, die bis auf die Schultern reicht. Sie ist im Scheitelbereich und an der Stirn stark zerstört. Das Gesicht des Mannes wird durch leicht angedeutete Alterszüge geprägt, die sich – in abgemilderter Form – an das für die spätere 12. Dynastie charakteristische Königsbildnis anlehnen. Ein Teil der Nasenspitze ist weggebrochen. Die Betonung der großen Ohren, um ihre Funktionsfähigkeit für ein jenseitiges Leben sicherzustellen, findet sich bei dieser Beamtendarstellung wie auch in der Königsplastik.